# Iglika (obwód Jamboł)
Iglika (bułg. Иглика) – wieś w południowo-wschodniej Bułgarii, w obwodzie Jamboł, w gminie Bolarowo. Według danych Narodowego Instytutu Statystycznego, 31 grudnia 2011 roku wieś liczyła 17 mieszkańców.